# Mount Kurlak
Mount Kurlak ist ein vereister Berg in der antarktischen Ross Dependency. In der Königin-Alexandra-Kette des Transantarktischen Gebirges ragt er 5 km südöstlich des Mount Bell auf.
Das Advisory Committee on Antarctic Names benannte ihn 1966 nach Lieutenant Commander William B. Kurlak (1916–2006) von der United States Navy, Flugzeugkommandant während der Operation Deep Freeze des Jahres 1964.